# Nemarluk
Nemarluk (* vermutlich 1911; † August 1940 in Darwin, Northern Territory) war in den 1930er-Jahren der Anführer einer kleinen Widerstandsgruppe der Aborigines in der zentralen Region des Daly River im Northern Territory, die sich gegen das Eindringen von Fremden in ihr traditionelles Gebiet gewaltsam wehrten.
Nemarluk gehörte der Sprachgruppe der Murrinh-patha an und war in den 1930er Jahren entsprechend den Regeln der Aborigines-Kultur in Gänze initiiert. Er war 1,88 Meter groß, muskulös und kräftig. Er besaß fünf Frauen, wovon ihm eine seinen einzigen Sohn gebar.
Sein gegen die britische Kolonisation gerichteter Kampf bestand vor allem darin, vereinzelte Siedler im Grenzgebiet von Western Australia und Northern Territory anzugreifen, deren Vieh zu stehlen und zu schlachten. In der Tradition seines Aboriginesstamms hatte er das Recht, unerwünschte Eindringlinge zu töten.
Im Juli 1931 lockte die Gruppe drei japanische Fischer mit Hilfe von Aborigines-Frauen an. Die Fischer wurden Tage später getötet. Nachdem die Taten im Oktober in Darwin bekannt wurden, wurde die Gruppe verfolgt, die Gruppenmitglieder gefangen genommen und ins Gefängnis gesperrt. Im März 1933 wurden sie vor Gericht schuldig gesprochen und zum Tode verurteilt. Dieses Strafmaß wurde später in eine lebenslange Haft umgewandelt.
Nemarluk floh mehrmals, bis er im April 1934 vor Gericht gestellt und über ihn die Todesstrafe verhängt werden konnte. Auch diese Strafe wurde in eine lebenslange Haft gemildert.
Er starb im August 1940 im Hospital von Darwin, vermutlich an Tuberkulose.